# Blade (film)
Blade je americký akční film z roku 1998, který natočil Stephen Norrington podle komiksových příběhů o Bladeovi. Do amerických kin byl film, jehož rozpočet činil 45 milionů dolarů, uveden 21. srpna 1998, přičemž celosvětově utržil 131 183 530 dolarů. Díky komerčnímu úspěchu snímku vznikly v následujících letech také navazující filmy Blade 2 a Blade: Trinity, ve kterých si titulní roli zopakoval Wesley Snipes.

## Příběh
Lovec upírů Blade chrání lidi před krvelačnými bestiemi. Nyní musí čelit diákonu Frostovi, jenž má plán, jak zotročit lidstvo, čímž by se upíři dostali na výsluní, zatímco nyní se musí skrývat v podsvětí. V boji pomáhá Bladeovi jeho učitel Whistler, zatímco doktorka Jensonová se jako hematoložka snaží najít pro sebe lék, neboť byla kousnuta upírem.

## Obsazení
| Wesley Snipes       | Eric Brooks / Blade                     |
| Stephen Dorff       | diákon Frost (v originále Deacon Frost) |
| Kris Kristofferson  | Abraham Whistler                        |
| N'Bushe Wright      | doktorka Karen Jensonová                |
| Donal Logue         | Quinn                                   |
| Udo Kier            | Gitano Dragonetti                       |
| Traci Lords         | Racquel                                 |
| Arly Jover          | Mercury                                 |
| Kevin Patrick Walls | strážník Krieger                        |
| Tim Guinee          | doktor Curtis Webb                      |
| Sanaa Lathan        | Vanessa Brooksová                       |
| Eric Edwards        | Pearl                                   |